# Grosser Lafatscher
Grosser Lafatscher är ett berg i Österrike.   Det ligger i distriktet Innsbruck-Land och förbundslandet Tyrolen, i den västra delen av landet, 400 km väster om huvudstaden Wien. Toppen på Grosser Lafatscher är 2 696 meter över havet, eller 1 111 meter över den omgivande terrängen. Bredden vid basen är 19,3 km.
Terrängen runt Grosser Lafatscher är huvudsakligen mycket bergig. Runt Grosser Lafatscher är det ganska tätbefolkat, med 166 invånare per kvadratkilometer.. Närmaste större samhälle är Innsbruck, 10,6 km söder om Grosser Lafatscher. 
Trakten runt Grosser Lafatscher består i huvudsak av gräsmarker.